# Table gigogne
Pour les articles homonymes, voir Gigogne.

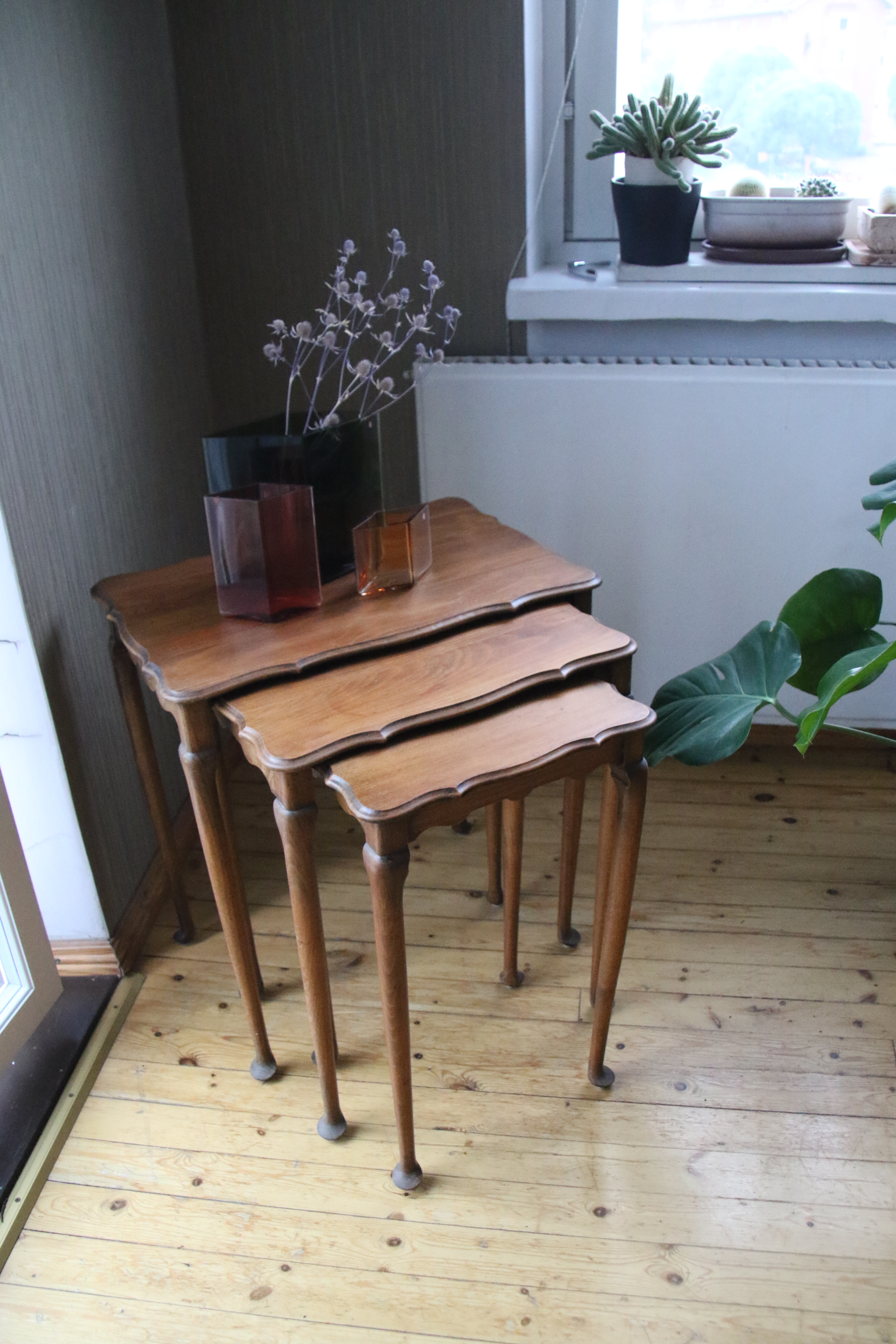
Table gigogne

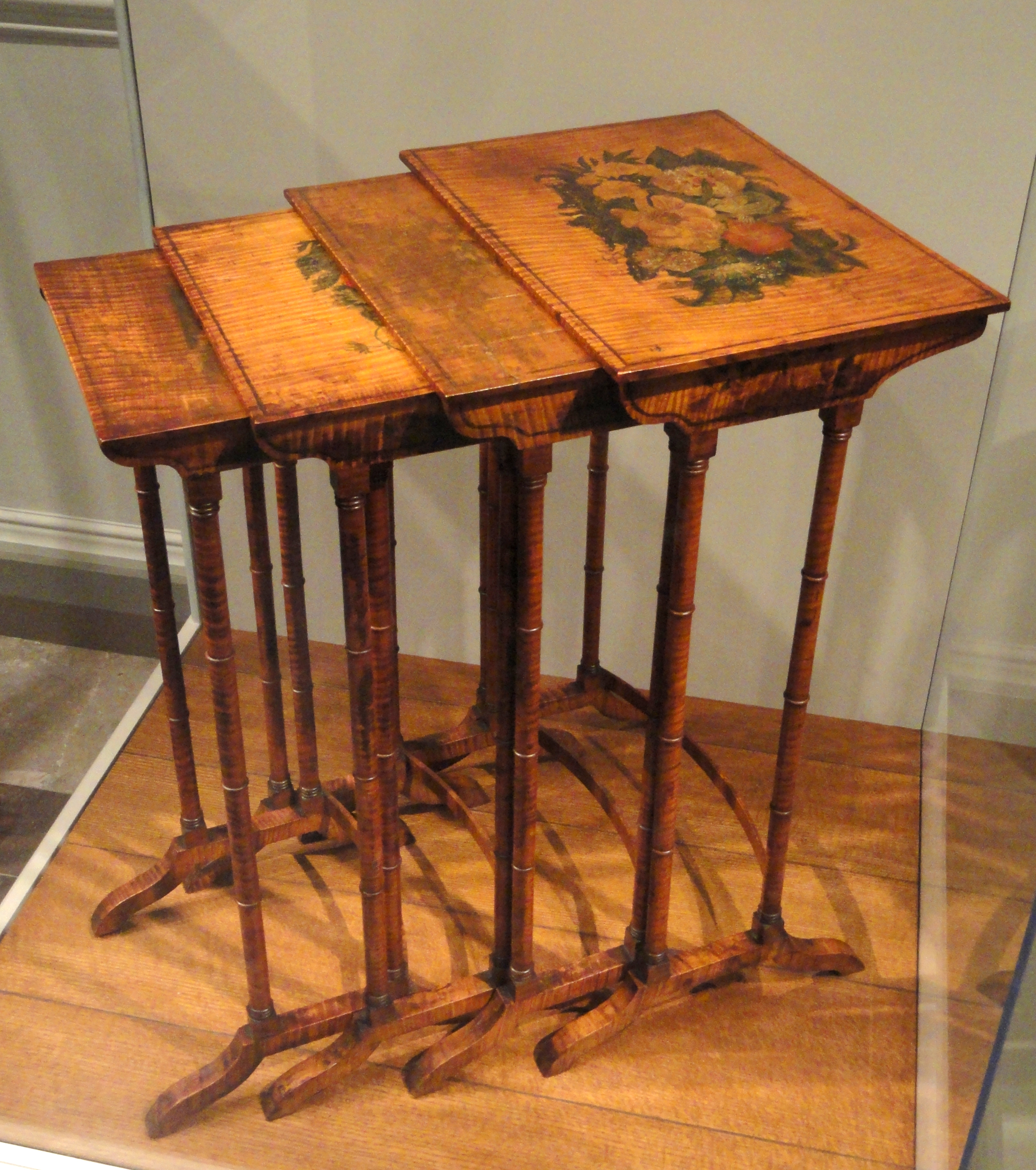
Table gigogne attribuée à Thomas Seymour, avec peintures attribuées à John Ritto Penniman, 1804-1810

Les tables gigognes sont des tables de même style mais de tailles différentes permettant ainsi de les ranger en les imbriquant les unes en dessous des autres à la manière de poupées russes.

## Caractéristiques
La table gigogne, comme les autres meubles, peut être faite de bois massif, de plastique, de verre et d'autres matériaux. La hauteur, la forme et la taille de la table dépendent du but : pour les salles à manger, des produits à large plateau sont généralement utilisés ; pour les salons et les chambres à coucher, des tables étroites avec des compartiments internes pour ranger les ustensiles de ménage.